# ジョン・スウィフト
ジョン・スウィフト（John Swift、1995年6月23日 - ）は、イングランド・ポーツマス出身のプロサッカー選手。EFLチャンピオンシップ・ウェスト・ブロムウィッチ・アルビオン所属。ポジションはMF。

## クラブ経歴

### チェルシー
2006年にチェルシーFCのアカデミーに入団。その後いったん退団し、2007年に再入団した。2012年7月、クラブと最初のプロ契約を結んだ。契約期間は4年。初年度はU-18～21の各ユースチームでプレーし、U-21チームではプレミアリーグ2優勝を果たした。2013–14シーズンからトップチームのトレーニングに参加し始め、そして2014年5月11日のカーディフ・シティFC戦でトップチームデビューを果たした。

### レディング
2016年7月14日、チャンピオンシップのレディングFCに完全移籍。

## 代表歴
年代別のイングランド代表に選出されており、各年代の欧州選手権の予選に出場している。

## 所属クラブ
ユース
- ポーツマスFC 2005-2006
- チェルシーFC 2006
- ペース・ユース 2006
- チェルシーFC 2007-2014

プロ
- チェルシーFC 2014-2016

→ ロザラム・ユナイテッドFC 2014 (loan)
→ スウィンドン・タウンFC 2015 (loan)
→ ブレントフォードFC 2015-2016 (loan)
- レディングFC 2016-

## タイトル
U-21イングランド代表
- トゥーロン国際大会: 2016[7]